# Díptico Marilyn
O Díptico Marilyn (1962) é uma pintura em serigrafia do artista pop americano Andy Warhol, representando Marilyn Monroe. A peça é uma das obras mais notáveis do artista. Está na coleção do Tate.

## História

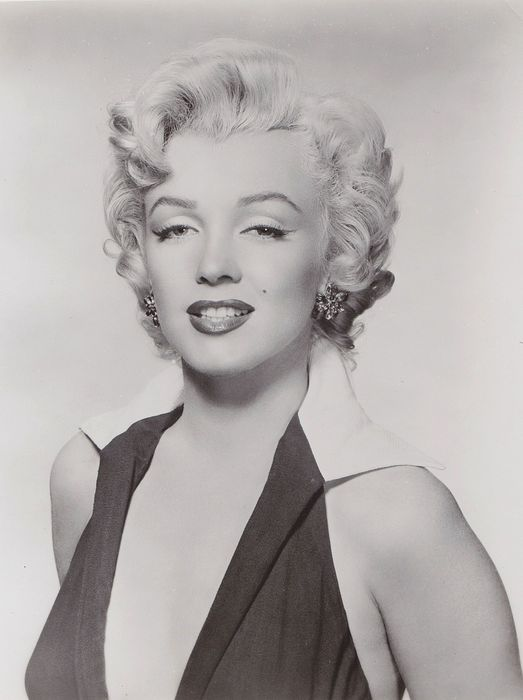
Retrato publicitário de Marilyn Monroe, como Rose Loomis no filme Niágara, usado por Warhol como base para a pintura

A serigrafia foi a técnica usada para criar a pintura. As vinte e cinco imagens à esquerda são pintadas em cores, o lado direito é em preto e branco. A pintura consiste em 50 imagens.
O trabalho foi concluído semanas após a morte de Marilyn Monroe em agosto de 1962. As cinquenta imagens da atriz são todas baseadas em uma única foto publicitária do filme Niagara (1953).

## Análise
Foi sugerido que a relação entre o lado esquerdo da tela e o lado direito da tela é evocativa da relação entre a vida e a morte da celebridade. O trabalho recebeu elogios como da acadêmica e crítica cultural americano Camille Paglia, que escreveu em Glittering Images, de 2012, sobre a "multiplicidade de significados" na vida e no legado de Monroe.
Em um artigo de 2 de dezembro de 2004 no The Guardian, a pintura foi indicada como a terceira peça mais influente da arte moderna em uma pesquisa com 500 artistas, críticos e outros.